# U218 Videos
U218 Videos — сборник видеоклипов ирландской рок-группы U2, был издан на лейбле Island Records в ноябре 2006 года. Компиляция содержит все самые популярные видео коллектива, начиная с «New Year’s Day» в 1983 года и заканчивая их совместной работой с Green Day — «The Saints Are Coming» в 2006-го. Помимо клипов, которые уже фигурировали на: The Best of 1980–1990 и The Best of 1990–2000, сборник также включает несколько видео, изданных впервые.
DVD содержит 19 видео, в том числе по две версии для «Stuck in a Moment You Can't Get Out Of» и «Walk On». Помимо этого, на диске есть бонусный материал: два документальных фильма — создание клипа «Vertigo» и история песни «One», а также семь дополнительных музыкальных клипов.

## Список композиций
1. «Beautiful Day» (All That You Can't Leave Behind, сентябрь 2000)
  - Режиссёр — Юнас Окерлунд
2. «I Still Haven't Found What I'm Looking For» (The Joshua Tree, май 1987)
  - Режиссёр — Бэрри Девлин[англ.]
3. «Pride (In the Name of Love)» (The Unforgettable Fire, ноябрь 1984)
  - Режиссёр — Дональд Кэммелл
4. «With or Without You» (The Joshua Tree, март 1987)
  - Режиссёр — Мейерт Эйвис[англ.]
5. «Vertigo» (How to Dismantle an Atomic Bomb, ноябрь 2004)
  - Режиссёр — Alex and Martin
6. «New Year's Day» (War, январь 1983)
  - Режиссёр — Мейерт Эйвис
7. «Mysterious Ways» (Achtung Baby, ноябрь 1991)
  - Режиссёр — Стефан Сенауи
8. «Stuck in a Moment You Can't Get Out Of» (U.S. version) (All That You Can’t Leave Behind, январь 2001)
  - Режиссёр — Джозеф Кан
9. «Stuck in a Moment You Can’t Get Out Of» (международная версия)
  - Режиссёр — Кевин Годли[англ.]
10. «Where the Streets Have No Name» (The Joshua Tree, август 1987)
  - Режиссёр — Мейерт Эйвис
11. «Sweetest Thing» (The Best of 1980–1990, ноябрь 1998)
  - Режиссёр — Кевин Годли
12. «Sunday Bloody Sunday» (War, март 1983)
  - Режиссёр — Гэвин Тейлор[англ.] (U2 Live at Red Rocks: Under a Blood Red Sky)
13. «One» (Achtung Baby, март 1992)
  - Режиссёр — Антон Корбейн
14. «Desire» (Rattle and Hum, сентябрь 1988)
  - Режиссёр — Ричард Лоуенстейн[англ.]
15. «Walk On» (международная версия) (All That You Can’t Leave Behind, ноябрь 2001)
  - Режиссёр — Юнас Окерлунд
16. «Walk On» (U.S. version)
  - Режиссёр — Лиз Фридлендер
17. «Elevation» (All That You Can’t Leave Behind, июль 2001)
  - Режиссёр — Джозеф Кан
18. «Sometimes You Can't Make It on Your Own» (How to Dismantle an Atomic Bomb, февраль 2005)
  - Режиссёр — Фил Джонау
19. «The Saints Are Coming» (U218 Singles, октябрь 2006) (концертная версия)
  - Режиссёр — Крис Милк[англ.]

### Бонусный контент
1. The Making of «Vertigo»
2. A Story of One
3. «Beautiful Day» (Èze version)
4. «Pride (In the Name of Love)» (Slane Castle version)
5. «Vertigo» (Lisbon version)
6. «Vertigo» (HQ version)
7. «One» (buffalo version)
8. «One» (restaurant version)
9. «Sometimes You Can’t Make It on Your Own» (single take version)

## Хит-парады
| Чарт (2006)                   | Высшая позиция |
| ----------------------------- | -------------- |
| Australian Top 40 Music DVDs  | 3              |
| Austrian Top 10 DVDs Chart    | 2              |
| Danish Top 10 Music DVDs      | 8              |
| Italian Top 20 Music DVDs     | 3              |
| New Zealand Top 10 Music DVDs | 1              |
| Norwegian Top 10 DVDs         | 6              |
| Swedish Top 20 DVDs           | 4              |

| Регион | Сертификация  | Продажи |
| --- | ------------- | ------- |
| Аргентина (CAPIF) | Платиновый    | 8000^   |
| Австралия (ARIA) | 2× Платиновый | 30 000^ |
| Бразилия (ABPD) | Платиновый    | 30 000* |
| Новая Зеландия (RMNZ) | Платиновый    | 5000^   |
| * Данные о продажах приведены только на основе сертификации. ^ Данные о тиражах приведены только на основе сертификации. |               |         |